# Huangtan (köpinghuvudort i Kina, Hubei Sheng, lat 30,90, long 113,57)
Huangtan (kinesiska: 黄滩, 黄滩镇) är en köpinghuvudort i Kina. Den ligger i provinsen Hubei, i den centrala delen av landet, omkring 77 kilometer nordväst om provinshuvudstaden Wuhan. Antalet invånare är 45 325. Befolkningen består av 21 786 kvinnor och 23 539 män. Barn under 15 år utgör 12,0 %, vuxna 15-64 år 77 %, och äldre över 65 år 9,0 %.
Runt Huangtan är det tätbefolkat, med 683 invånare per kvadratkilometer. Närmaste större samhälle är Chengzhong, 4,9 km norr om Huangtan. Trakten runt Huangtan består till största delen av jordbruksmark.
Genomsnittlig årsnederbörd är 1 441 millimeter. Den regnigaste månaden är juli, med i genomsnitt 203 mm nederbörd, och den torraste är december, med 19 mm nederbörd.